# Jack (konektor)
- 2,5 mm mono (TS)
- 3,5 mm mono (TS)
- 3,5 mm stereo (TRS)
- 6,35 mm (1⁄4 ") (TRS)

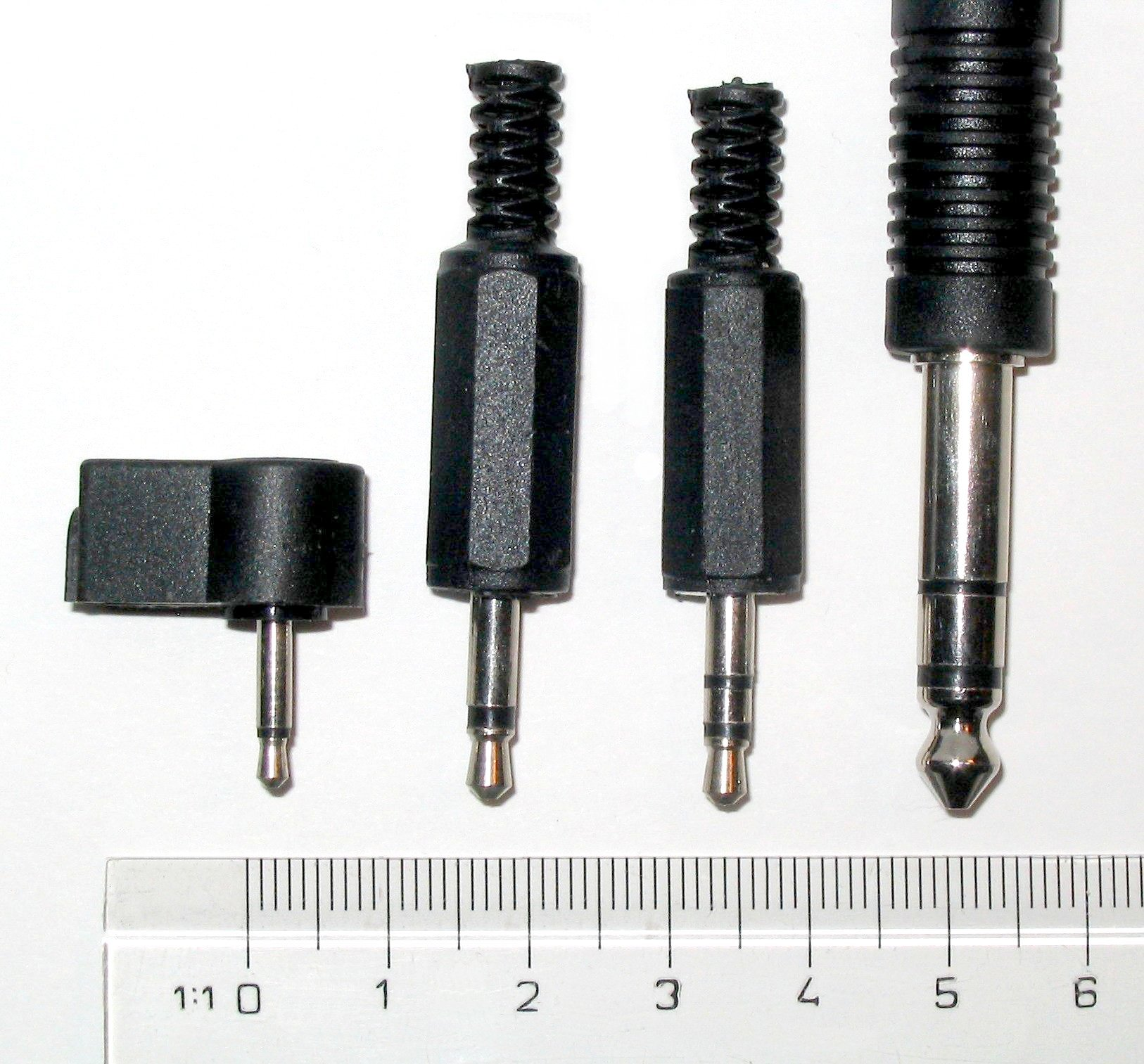
Typy Jack konektorů:
- 2,5 mm mono (TS)
- 3,5 mm mono (TS)
- 3,5 mm stereo (TRS)
- 6,35 mm (^{1}⁄_{4} ") (TRS)

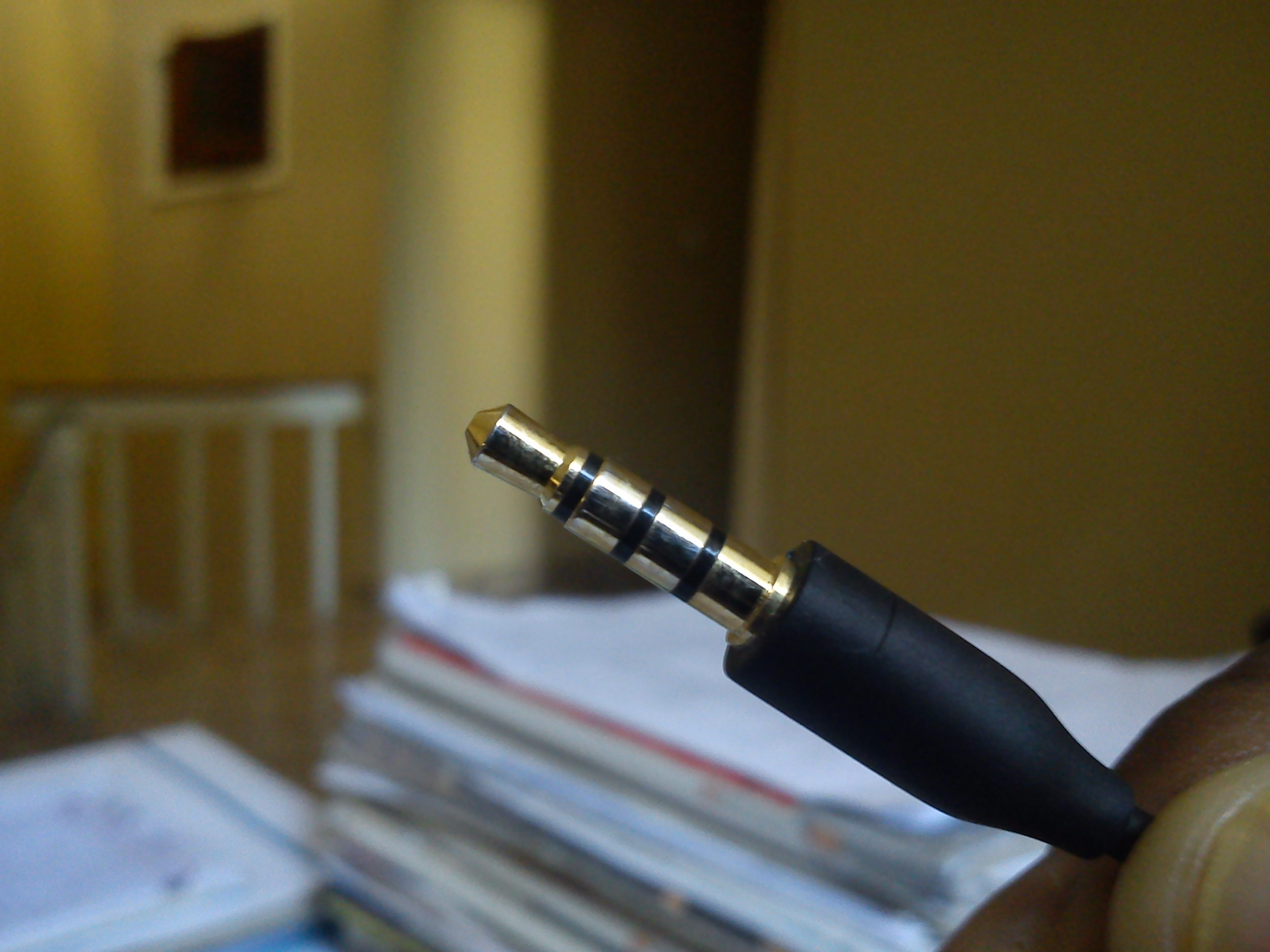
Jack 4 kontakty (TRRS)

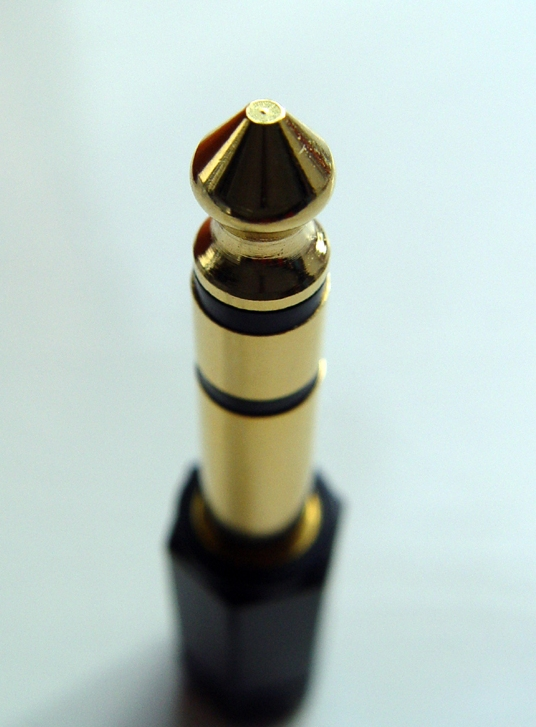
Audio jack 6,3 mm

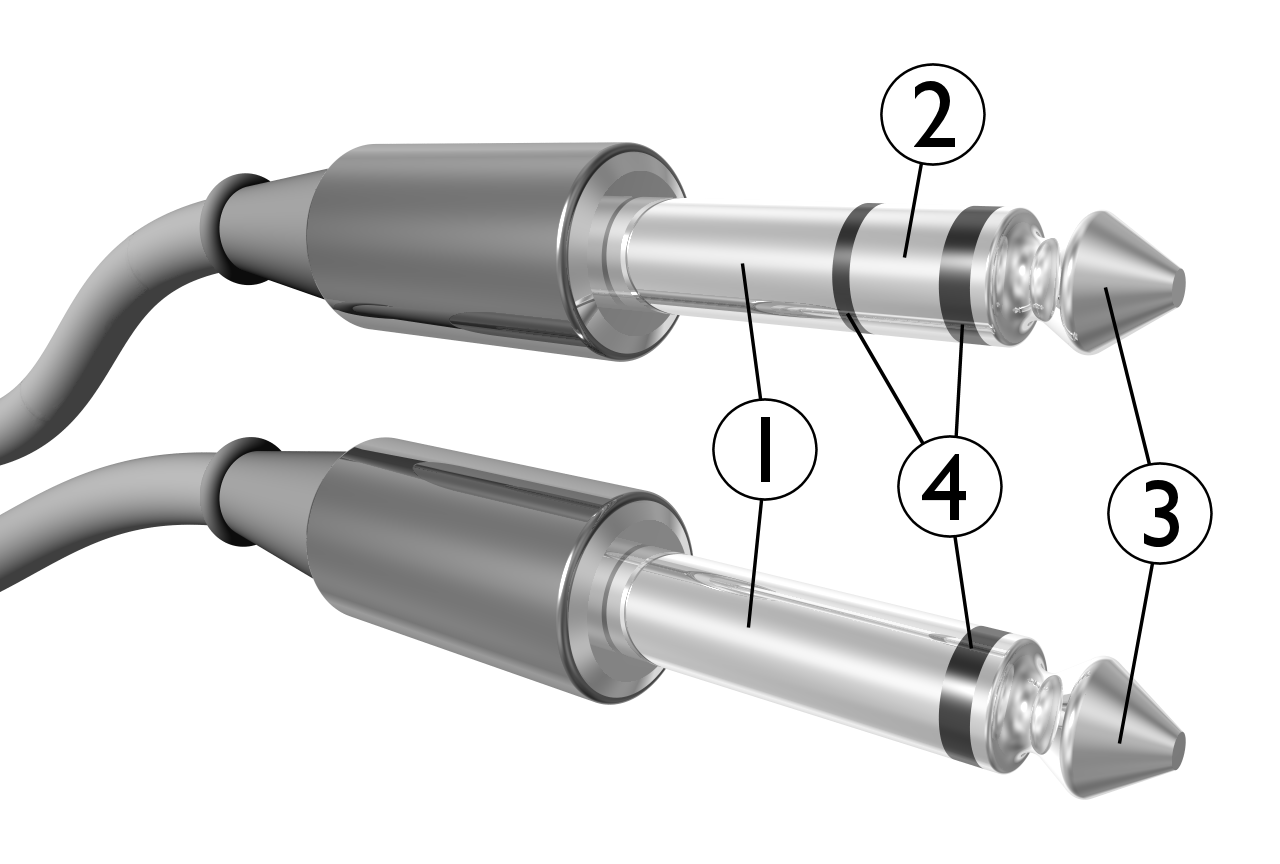
Stereo, mono

Jack je označení typu konektoru s válcovou zástrčkou používaný hlavně pro přenos elektroakustického signálu. U spotřební elektroniky se nejčastěji používá varianta o průměru 3,5 mm, která se od 60. let 20. století stala standardem pro připojení sluchátek. Větší varianta o průměru 6,3 mm (1/4 palce) byla zavedena už v 19. století v telefonii a má dosud uplatnění např. u audiofilské techniky.
Nejjednodušší TS má jen dva kontakty označované tip sleeve (špička a rukáv), další kontakty se přidávají rozdělením rukávu na kroužky rings, tedy TRS má 3 kontakty (stereo), TRRS 4 kontakty (mikrofon).

## Používané velikosti
- 6,3 mm
- 5,23 mm (PJ-068)
- 3,5 mm
- 2,5 mm

## Provedení
Provedení je jak monofonní, tak stereofonní. Je to nejrozšířenější konektor pro připojení přenosných sluchátek a domácích reproduktorů. Nejběžnější je provedení o velikosti 3,5 mm používané u sluchátek a mikrofonů. Poprvé byla tato miniaturizovaná verze vyrobena a použita v padesátých letech dvacátého století pro monofonní připojení sluchátka k tranzistorovému přijímači.
Monofonní provedení je dvoukontaktní. První kontakt od krytu konektoru je zem. Pokud je konektor celokovový, bývá tento kontakt vodivě spojený s krytem konektoru. Druhý kontakt, špička konektoru se zúžením pro zacvaknutí, je živý. Stereofonní provedení je tříkontaktní. První kontakt od krytu konektoru je jako u monofonního provedení zem. Prostřední kontakt je určený pro pravý kanál. Poslední kontakt, špička konektoru, je určený pro levý kanál stereofonního signálu. Používá se i čtyřkontaktní provedení. Nejběžnější je u přenosných přehrávačů a mobilních telefonů, je užíváno i u notebooků s kombinovanou zdířkou pro výstup (stereo) i vstup (mono). Ve srovnání s tříkontaktním provedením má navíc ještě jeden kontakt. Tento kontakt slouží k ovládání některé funkce přístroje spínačem na sluchátkách nebo vstup pro mikrofon. Tlačítkem můžete vykonávat například ovládání hudebního přehrávače, nebo příjem a ukončení hovoru u mobilního telefonu (některá sluchátka disponují i dalšími tlačítky pro ovládání hlasitosti). Rozložení konektoru je v tom případě změněno, a tedy: první kontakt od krytu je určen pro přídavné funkce (mikrofon, tlačítko), druhý je zem, třetí je pravý kanál a na konci je levý kanál. Vzájemná kompatibilita čtyřkontaktního JACKu s tříkontaktní zdířkou je zaručena, protože zemnící kontakt je přesně v místě, kde je i na čtyřkontaktní zdířce a přenos zvuku nebude nijak ovlivněn.
Standard 2,5 mm se často používal u starších mobilních telefonů, pro připojení náhlavní soupravy, nebo sluchátek pro mobilní rádio. Jediným známým výrobcem univerzálních sluchátek 2,5 mm je firma Panasonic a jsou kompatibilní s většinou telefonů vybavených 2,5 mm konektorem. Zapojení jiných formátů JACK lze řešit redukcemi. Rozměr 6,3 (někde uváděn jako 6,27 nebo 6,2) mm se používá jako propojení hudebních nástrojů a v profesionální praxi například pro připojení sluchátek k mixážnímu pultu. Například elektrická kytara nebo baskytara má mono výstup 6,3 mm stejně jako například některé mikrofony. Tento rozměr dále používají některé elektronické klávesové nástroje nebo přídavné hudební efekty. Jako sluchátkový výstup používají 6,3 mm JACK některé starší televizory nebo hi-fi soustavy. Standardem je dodnes u mixážních pultů a high-end přístrojů (AV zesilovače apod.).
Provedení 5,23 mm je odvozeno od amerických vojenských standardů a u nás lze nalézt zejména u některých letadlových radiostanic, kde je použit JACK 6,3 mm pro sluchátka náhlavní soupravy a JACK 5,23 mm pro mikrofon náhlavní soupravy (původní varianta PJ-068, ze které pravděpodobně vznikl JACK 5,23, je tvarově odlišná a s větším počtem kontaktů, ale je s JACKem částečně zaměnitelná).
Paradoxem je, že tento typ konektoru, považovaný za moderní, je vlastně již více než sto let starý. Je totiž prakticky shodný s tzv. telefonním kolíkem, používaným v telefonních přepojovačích (manuálně obsluhovaných ústřednách) již kolem roku 1890. Z toho vyplývají poměrně špatné elektromechanické vlastnosti tohoto typu konektoru (v provedení mosaz/nikl) – zejména krátkodobé přerušování při pohybu s konektorem („chrastění“ ve sluchátku) a zbytečně velké rozměry. Konektory ve zlaceném provedení, kde nedochází k oxidaci povrchu, tímto neduhem obvykle netrpí (ovšem zlacená musí být i zásuvka).

### Množství kontaktů
- TS - bez mezikroužku, mono
- TRS - s mezikroužkem, stereo
- TRRS - s více mezikroužky, například pro mikrofon, ale různě nekompatibilní zapojení, zdroj potíží
- TRRRS - s více mezikroužky, například pro video, ale různě nekompatibilní zapojení, zdroj potíží

## Alternativní konektory
- Konektor DIN – rozměry větší, používaný v 70. a 80. letech
- XLR konektor – rozměry větší, používaný mj. u profesionálních mikrofonů
- Lightning (konektor) – konektor od Apple, který lze též použít i pro audio

Zajímavý je i fakt, že konektory Jack prakticky vytlačily[zdroj⁠?!] podstatně kvalitnější[zdroj⁠?!] konektory označované DIN.